# Amilcare Ponchielli
Amilcare Ponchielli (Paderno Ponchielli, Llombardia, 31 d'agost de 1834 - Milà, 17 de gener de 1886) va ser un compositor italià d'òpera, conegut principalment per la seva òpera La Gioconda. Estava casat amb la soprano Teresina Brambilla.

## Biografia
Va nàixer a Paderno Fasolaro (actualment Paderno Ponchielli), un petit poble prop de Cremona. Els pares d'Amilcare, Giovanni Maria Ponchielli i Caterina Mora, tenien un estanc (tabacchi). El seu pare també era un organista aficionat d'una església local. Amilcare va començar a estudiar música amb el seu pare i amb el mestre Gorno del poble veí de Casalbuttano.
El 1843, amb nou anys, gràcies a un aristòcrata local, va aconseguir el suport suficient per a estudiar música al Conservatori de Milà, on va tenir com a professors a Antonio Angeleri (piano), Pietro Ray (teoria), Felice Frasi (composició fins al 1851) i Alberto Mazzucato (història musical, estètica i composició, a partir de 1851). Allà va compondre la primera simfonia a l'edat de 10 anys, i, per aquestes aptituds excepcionals per a la composició, al conservatori era conegut com el genietto. El 1850, encara en època d'estudiant, va col·laborar amb tres altres compositors (el més destacat d'ells Antonio Cagnoni) en una òpera còmica, Il Sindaco Babbeo, que es va representar el 3 de març de 1851 al Teatro di Santa Radegonda de Milà.
En sortir del Conservatori el 1854, va ser organista a l'església de Sant'Ilario, a Cremona, i va començar a donar classes particulars de música. El 1855 esdevingué organista a San Imerio, també a Cremona, càrrec que va ocupar fins al 1860.
Dos anys després de deixar el conservatori, va compondre la primera òpera I promessi sposi ('Els promesos'), basada en la novel·la homònima d'Alessandro Manzoni, estrenada al Teatro Concordia de Cremona. Després vindria La Savoiarda (1861), però ambdues òperes només van ser un èxit local.
Ponchielli es va traslladar a Piacenza l'abril de 1961 per dirigir la banda municipal. No era el destí ideal per un jove ambiciós i talentós de trenta anys, però ho va fer per necessitats econòmiques. Allà va escriure la seva tercera òpera, Roderigo, Re dei Goti (1863), que va ser rebuda amb tanta fredor que després d'una sola funció va ser retirada.
Va tornar a Cremona i va reprendre amb força les seves activitats teatrals tot dirigint nombrosos espectacles. Però l'èxit no arribava i en una carta va escriure:
| «                     | Només un llibret de qualitat, i ha de ser realment bo, pot delectar el cor d'un compositor, però s'hi ha de dedicar totalment. Si es veu obligat a actuar com el pintor que, després d'acabar un quadre a l'oli, llavors ha de pintar el sostre de blanc, com a artista està perdut. El músic que vol dedicar-se a l'òpera ha d'alliberar-se de tots els càrrecs materials, i perseverar, i estudiar, fins i tot enmig de fracassos colossals. | » |
| — Amilcare Ponchielli | |   |

 Mentrestant, el 1868, va optar a la plaça de professor d'harmonia i contrapunt al Conservatori de Milà: va guanyar, però, en unes estranyes maniobres, el lloc va ser ocupat per Franco Faccio.
Després de 10 anys foscos a Cremona, el desembre de 1872 la sort li va somriure. Es va estrenar una versió revisada pel compositor i pel llibretista Emilio Praga d'I Promessi Sposi al Teatro dal Verme, un teatre milanès important, que el va fer famós de la nit al dia. Sobretot després que la gran casa editorial Ricordi el va veure com el possible continuador de Verdi i li oferís un contracte i li assignés Antonio Ghislanzoni, que havia acabat poc abans el llibret d'Aida, com a col·laborador. Després vindria el reconeixement del Conservatori i del teatre La Scala. El ballet Le due gemelle (1873) va confirmar el succés.

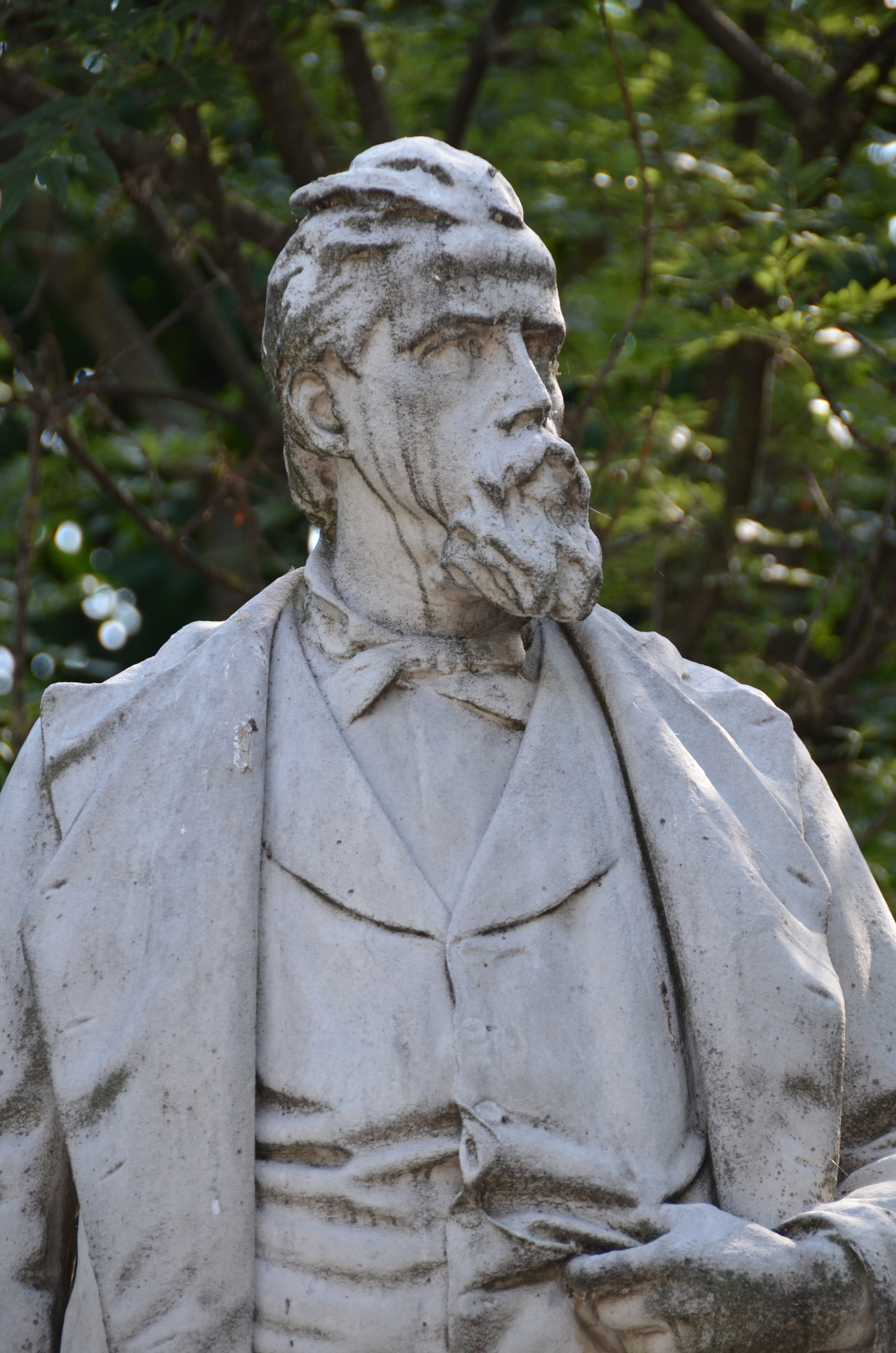
Estàtua d'Amilcare Ponchielli a Cremona

D'aquesta manera se li obrien les portes de la Scala i el 7 de març de 1874 s'hi estrenava l'òpera I Lituani, ja amb el llibret de Ghislanzoni, que va tenir una bona acollida. Fou representada a Sant Petersburg com Aldona el 20 de novembre de 1884.
Però la seva consagració va arribar el 8 d'abril de 1876, quan La Gioconda es va sentir per primera vegada a La Scala. Ara sobre un llibret d'Arrigo Boito que adaptava un drama de Victor Hugo. Va ser revisada diverses vegades a Venècia (1876), Roma (1877) i Gènova (1879), finalment es va considerar ja com a definitiva la versió de la reestrena a La Scala del 12 de febrer de 1880. Des d'aleshores, s'ha mantingut en cartell en tots els garns teatres del món.
El 1881, Ponchielli va ser nomenat maestro di cappella de la Catedral de Bèrgam, i el mateix any va accedir a un lloc de professor de composició del Conservatori de Milà, on va tenir com a alumnes Giacomo Puccini i Pietro Mascagni.
Després de La Gioconda, Ponchielli va compondre el monumental melodrama bíblic en 4 actes Il figliuol prodigo (Milà, Teatro alla Scala, 26 de desembre de 1880) i Marion Delorme, sobre un altre drama de Victor Hugo (Milà, Teatro alla Scala, 17 de març de 1885). Malgrat la seua riquesa d'invenció musical, cap d'aquestes dues obres van aconseguir l'èxit de la precedent, tot i que van exercir una gran influència sobre els compositors de l'emergent generació, com Puccini, Mascagni i Giordano.
Va morir a Milà i fou soterrat al Cimitero Monumentale.
Tot i que durant la seua vida Ponchielli va ser molt popular i influent, a causa que va introduir en l'òpera italiana la gran orquestra i una orquestració més complexa, sols La Gioconda es representa avui dia amb regularitat. Conté la romança per a tenor Cielo e mar; un meravellós duet per a tenor i baríton Enzo Grimaldo; l'escena per a soprano Suicidio! i la música de ballet coneguda com La dansa de les Hores. Aquesta escena de ballet va esdevenir molt popular arran d'aparèixer al film de Walt Disney Fantasia (1940).

## Òperes
- Il sindaco babbeo, 1881 (un exercici d'estudis)
- I promessi sposi, Cremona 1856. Ignorada per la premsa.
- Bertrando del Bornio, 1858 (encàrrec per a Torí, però no representada)
- La Savoiarda, 1861; revisada com Lina, 1877
- Roderico, re dei Goti, 1863
- I promessi sposi, Milà (T. Dal Verme) 1872. Èxit en la versió revisada.
- Il parlatore eterno, 1873 (monòleg per a baríton)
- I Lituani, 1874; revisada el 1875
- La Gioconda, Milà 1876; estrenada pel tenor Julián Gayarre; revisada en els anys 1876 i 1880
- Il figliuol prodigo, Milà 1880. Estrenada per Francesco Tamagno
- Marion Delorme, Milà 1885; Estrenada per Francesco Tamagno; revisada per a Brescia, 1885.
- I mori di Valenza (inacabada; completada per Arturo Cadore i estrenada a Monte Carlo, el 17 de març de 1914); Estrenada per Giovanni Martinelli